# Nasu: Summer in Andalusia
«Насу: Лето в Андалусии» (яп. 茄子 アンダルシアの夏 Насу Андарусиа но Нацу) — японский анимационный фильм о велогонках. Создан в 2003 году, режиссёром является Китаро Косака, принимавший участие в создании оскароносных «Унесённых призраками» и «Принцессы Мононоке» и долгое время работавший на студии Гибли . Косака заинтересовался в адаптации манги после совета Хаяо Миядзаки, любителя велогонок. Фильм стал первым японским анимационным фильмом, представленным на Каннском кинофестивале.
В 2007 году вышел сиквел Nasu: A Migratory Bird with Suitcase. В 2008 году аниме получило награду  Tokyo Anime Award в номинации "лучшая OVA". 

## Сюжет
Это история об испанском велогонщике Пепе Бененгели, принимающем участие в  Вуэльте Андалусии, проходящей через его родной город в Иберийском регионе Андалусии. По ходу развития сюжета главный герой сталкивается с неприятными обстоятельствами, такими как давление спонсоров команды и свадьба своей бывшей подруги Кармен с его старшим братом Анхелем, которая совпала с предпоследним туром велогонки. Изначально он должен был помогать главному велогонщику команды, но случайно услышав разговор спонсора о том, что его собираются уволить после гонки, осознает, что может и не найти работу в другой команде, и принимает решение сам победить в гонке.

## Влияние
Имена и названия некоторых участников и команд навеяны реально существующими начала 2000-х. Например, команды Памей названа в честь реально существующей команды Мапей. Базель из команды P-Phone и их стратегия схожи с Эриком Цапелем и его командой Telekom.

## См.такжe
- Насу: Перелётная птица с чемоданом